# Amy Lee
Amy Lynn Hartzler (născută Lee; pe 13 decembrie 1981, Riverside, California) este o cântăreață americană, cofondatoarea și solista formației rock Evanescence. Influențele ei variază de la muzica clasică (Mozart) până la artiști moderni ca Björk, Tori Amos, Danny Elfman și Plumb.

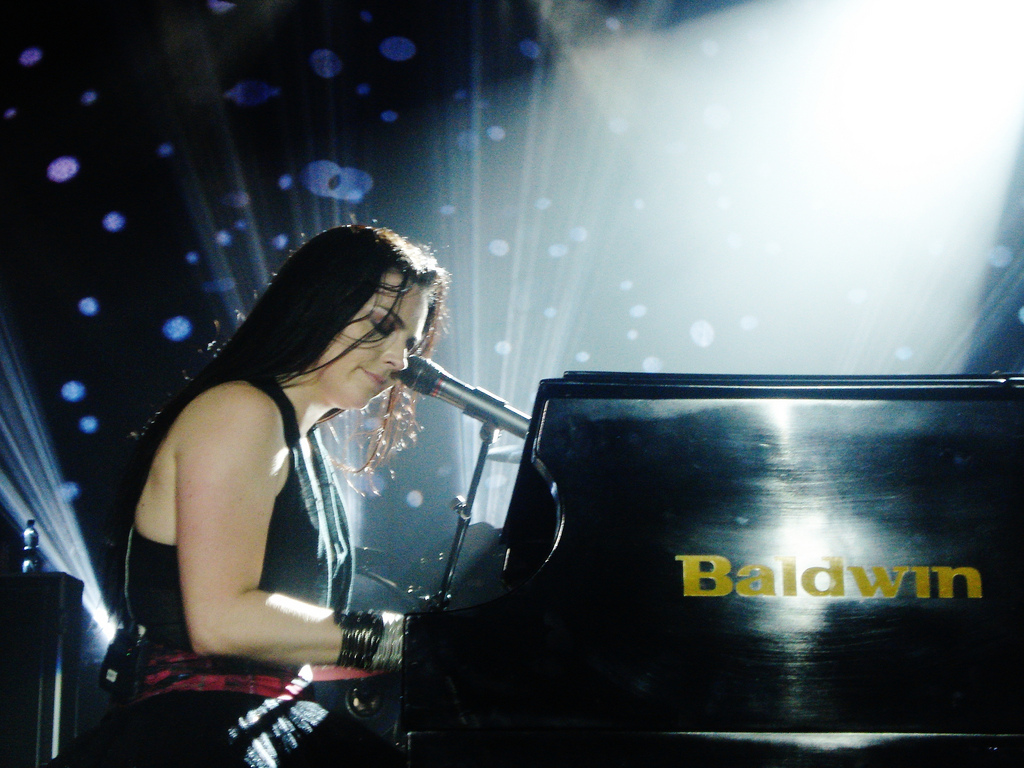
Amy Lee evoluând într-un concert în 2011

## Evanescence

### Începutul
Amy Lee a fondat trupa Evanescence cu Ben Moody. Cei doi s-au întâlnit într-o tabără pentru tineret în timp ce Lee cânta melodia de la Meat Loaf ‘’I'd Do Anything for Love (but I Won't Do That)" la pian. Într-o lună cei doi cântau acustice în librăriile și cafenelele din Arkansas, înainte să înregistreze două EP-uri , Evanescence EP (în 1998) și apoi Sound Asleep EP(în 1999). Alt cântec, “You”, a fost scris de Amy Lee, dar fără a avea intenția de a fi promovat. Zvonuri au apărut, nefondat, cum că atunci când “you” a fost ‘scurs’, ea i-a rugat pe oameni să înceteze distribuirea cântecului și a versurilor. Multe, dar nu toate, site-urile au înlăturat conținutul melodiei “You’. În 2000, Evanescence a înregistrat o versiune mai lungă a EP-ului Origin. Acest demo conține 3 cântece care au fost folosite pe albumul de debut, “Fallen’’ ce au fost scrise de Amy și Moody: “Whisper”, Imaginary” și “My Immortal”. Dacă “whisper” și “imaginary” au suferit modificări înainte de a fi incluse pe “Fallen”, “My Immortal” este aproape identică. O versiune mai târzie a melodiei “My immortal’ a fost pusă la dispoziție pentru a fi downloadată pentru aceia care cumpăraseră o versiune oficială a albumului “Fallen” prin intermediul site-ului lor oficial, dar cerea ca un program de verificat cd’uri să fie de asemenea descărcat pentru a o verifica înainte să fie ascultată. Această versiune a melodiei “My Immortal’’ a fost inclusă pe o versiune mai târzie a albumului “Fallen’, notabil pe edițiile braziliene și argentiniene.

### Plecarea lui Ben
La 22 octombrie 2003, chitaristul Ben Moody a părăsit formația datorită "diferențelor creative". Într-un interviu de peste câteva luni, Amy Lee a declarat: "...am ajuns intr-un așa punct, încât dacă nu am fi schimbat ceva, nu am fi putut realiza al doilea album". De asemenea a zis că "În final suntem o formație adevărată, nu doar Ben și eu și alții". Chitaristul Terry Balsamo de la Cold l-a înlocuit pe Ben.

## Logodnă și căsătorie
Amy Lee și-a anunțat logodna în cadrul unui interviu de la MuchMusic, pe data de 9 ianuarie, spunând ca fericitul căruia i-a spus "da" este Josh Hartzler, un psihiatru de 29 de ani, despre care ea a compus piese precum Bring Me To Life sau Good Enough. Nunta a avut loc pe data de 6 mai 2007, iar luna de miere lângă Bahamas.

## Discografie
- Evanescence EP (decembrie 1998)
- Sound Asleep (august 1999)
- Origin (4 noiembrie 2000)
- Fallen (3 martie 2003)

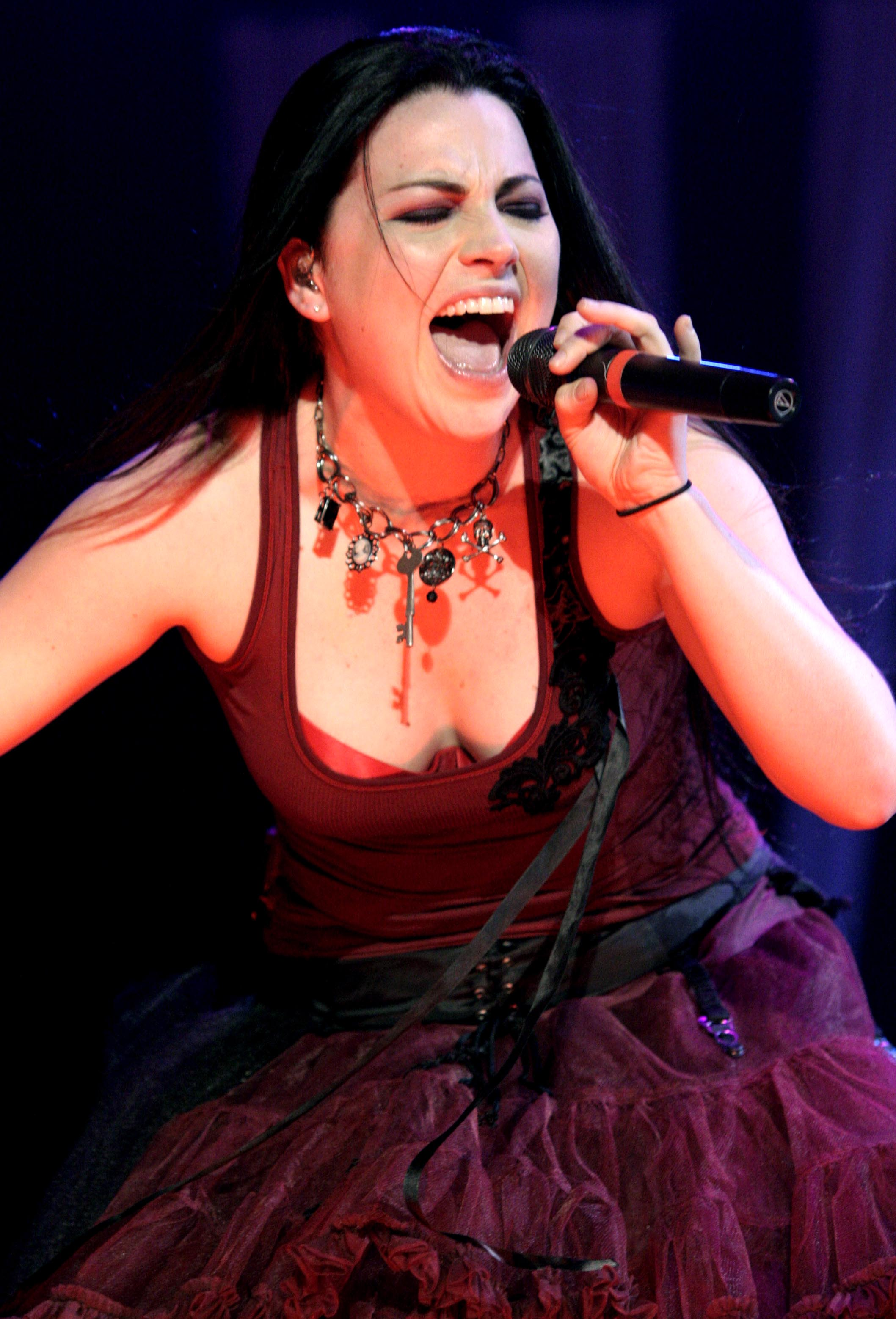
Amy Lee în 2007

- Anywhere But Home (23 noiembrie 2004)
- The Open Door (3 martie 2006)
- Evanescence   (10 noiembrie 2011)

### Colaborări
- David Hodges și Amy Lee - "Breathe" - The Summit Church: Summit Worship (2000)
- David Hodges și Amy Lee - "Fall Into You" (2000, nerealizat)
- Big Dismal și Amy Lee - "Missing You" - Believe (2003)
- Seether și Amy Lee - "Broken" - Disclaimer II (2004) și The Punisher Soundtrack (2004)
- Korn și Amy Lee - "Freak on a Leash" - MTV Unplugged: Korn (2007)